# Летище Ерден
Летище Ерден (на английски: Erden Airport) е малко частно летище в България. Намира се в землището на село Ерден на 5 km южно от центъра на Бойчиновци.